# Tony Williams (baterista)
Tillmon Anthony "Tony" Williams (Chicago, Illinois, 12 de diciembre de 1945 - San Francisco, California, 23 de febrero de 1997) fue un baterista y compositor de jazz estadounidense. Considerado como uno de los bateristas de jazz más importantes e influyentes de la década de 1960, Williams saltó a la fama en la banda del trompetista Miles Davis, y fue un pionero del jazz rock.

## Historial
Williams crece en Boston, Massachusetts, y comienza tocando en la banda de su padre, saxofonista. Toca en una jam session con Art Blakey, cuando solo tiene doce años, y con Max Roach un año más tarde. A partir de ahí comienza a actuar con músicos como Toshiko Akiyoshi, Charlie Mariano y Sam Rivers. En 1962 se traslada a Nueva York, donde conoce a Jackie McLean, quien le introduce en los grupos de Bobby Hutcherson y Grachan Moncur III. En 1963, con solo diecisiete años, entra a formar parte de la banda de Miles Davis, permaneciendo con él hasta 1969, y formando una de las secciones rítmicas más celebradas de la historia del jazz, junto a Herbie Hancock y Ron Carter. Con Miles graba discos esenciales como Seven Steps to Heaven (1963), E.S.P. (1965), Nefertiti (1967) o In a Silent Way (1969), entre otros. Alterna estas grabaciones con sus primeros discos como líder, en 1965.
Tras dejar a Miles, toca con Kenny Dorham, Eric Dolphy, Cecil Taylor y John Coltrane, hasta que forma su propia band, Lifetime, con John McLaughlin y Jack Bruce. El grupo tiene cambios de formación sucesiva, con músicos como Ron Carter, Larry Young, Don Alias o Warren Smith, y publica varios discos que, aunque le dan una proyección internacional, nunca llegan a tener verdaderamente éxito en ventas. En 1972, toca con Stan Getz, Chick Corea, Stanley Clarke, Hubert Laws y George Russell, grabando con este último su disco Living Time, en el que participa también Bill Evans.
Reorganizada la banda Lifetime, a partir de 1975, realiza nuevas grabaciones incluyendo a músicos como Allan Holdsworth, Alan Pasqua, Cecil Taylor, George Benson, Jan Hammer, Herbie Hancock y otros muchos, reunidos en su disco más conocido, The Joy of Flying (1979). Alterna su actividad como líder de su grupo con colaboraciones con Gil Evans, McCoy Tyner, Sonny Rollins o Weather Report, o como miembro del supergrupo V.S.O.P., con Wayne Shorter y Freddie Hubbard, además de Hancock y Carter (1976). A comienzos de la década de 1980, trabaja con Jaco Pastorius y Wynton Marsalis, entre otros, además de con sus antiguos compañeros Hancock y McLaughlin. Tocó incluso con la banda de post-punk Public Image Limited, liderada por John Lydon, antes cantante de Sex Pistols, llegando a grabar un álbum en 1986.
Su último trabajo, antes de morir de un ataque al corazón, fue con el guitarrista Bill Laswell.
Para autores como Joachim E. Berendt, Williams logró llegar, con solo 17 años y en el grupo de Miles, a la misma extrema reducción del beat de jazz, hasta «dejarlo en un nervioso vibrar y oscilar», a la que había llegado, desde otro punto de partida, un clásico del jazz de la época como Elvin Jones. Williams se convirtió en «el símbolo de la batería moderna, encarnando la maestría perfecta, capaz de incardinar la polirritmia en la confrontación de ritmos binarios-ternarios». Fue de los primeros en conseguir fundir el emocionalismo y poder de comunicación del rock con la complejidad y flexibilidad del jazz.

## Discografía como líder
- 1964: Life Time (Blue Note)
- 1965: Spring (Blue Note)
- 1969: Emergency! (Polydor)
- 1970: Turn It Over (Verve)
- 1971: Ego (Polydor)
- 1972: The Old Bum's Rush (Polydor)
- 1975: Believe It (Columbia)
- 1975, 1976 The Collection (Columbia)
- 1976: Million Dollar Legs (Columbia)
- 1979: The Joy of Flying (Columbia)
- 1980: Play Or Die (P.S. Productions) – con Tom Grant y Patrick O'Hearn[5]
- 1982: Third Plane (Carrere) – con Ron Carter y Herbie Hancock
- 1985: Foreign Intrigue (Blue Note)
- 1986: Civilization (Blue Note)
- 1986, 1988: Angel Street (Blue Note)
- 1989: Native Heart (Blue Note)
- 1991: The Story of Neptune (Blue Note)
- 1992: Tokyo Live (Blue Note)
- 1993: Unmasked (Atlantic)
- 1996: Wilderness (Ark 21)
- 1996: Young at Heart (Columbia)